# 百香果女孩案
百香果女孩案是2018年10月4日发生于广西钦州市灵山县伯劳镇的性侵殺人案。经最高人民法院指令再审，施暴者由死缓改判死刑。

## 案件经过
2018年10月4日，广西钦州市灵山县伯劳镇平心村的四年级学生、10岁的杨某燕摘了自家果园的百香果，独自送到不远处的收购点贩卖。在回家路上，杨光毅预谋偷袭，企图施暴。见杨某燕哭喊反抗，杨光毅将她掐昏，装入蛇皮袋带到荒僻山岭。杨某燕苏醒后，被杨光毅用刀刺伤了双眼和颈部，並實施強姦。
在施暴过程中，杨某燕就已经死亡。根据法医鉴定，杨某燕的死因是因为强暴过程中，血管损伤出血和胃内容物反流进入气管，造成机械性窒息死亡。杨光毅在强暴杨某燕后，又实施了辱尸行为，最终把尸体抛弃在了一处山坡。

## 审判
2018年10月6日，杨光毅其父陪同下自首。
2019年7月12日，杨光毅一审被钦州市中级人民法院判犯强奸罪，死刑，剥夺政治权利终身。杨光毅不服判决提出上诉，称自己可能患有精神疾病，没有控辩能力，请求减刑。
2020年3月25日，二审法院广西壮族自治区高级人民法院改判杨光毅犯强奸罪，判处死刑，缓期两年执行，并对其限制减刑。
2020年5月10日，最高人民法院决定对该案的终审判决进行调卷审查。随后，杨某燕家属向最高人民法院提出申诉。
2020年11月11日，中华人民共和国最高人民法院官方网站发布消息称，最高人民法院审查决定，指令广西高院另行组成合议庭对该案进行再审。
2020年12月15日，广西壮族自治区高级人民法院依照审判监督程序对原审被告人杨光毅强奸一案依法开庭审理。在庭审听到杨光毅的犯罪经过时，杨某燕的母亲当场晕厥；庭审结束后，她蹲在法院门口落泪。
2020年12月28日，广西壮族自治区高级人民法院对最高人民法院指令再审的原审被告人杨光毅强奸案进行公开宣判：撤销原二审判决，改判杨光毅死刑，剥夺政治权利终身，并依法报请最高人民法院核准。
2021年2月2日，杨光毅被执行死刑。
2021年3月12日，杨某燕的妈妈陈礼言接到了一审法院钦州市中级人民法院寄出的《执行案件结案通知书》。该份通知书显示，受害方获得退赔（注：不是赔偿）32元人民币。

## 类似案件
- 中国大陆强奸问题
- 司法爭議的死刑案
  - 李昌奎案，邻里之间发生的故意杀人案，一审死刑。二审时为树立“少杀、慎杀”典型，改为死缓。云南高院改判死刑。
  - 上海杀妻藏尸案，夫妻之间发生的故意杀人案，凶手有自首情节，在最高人民法院对地方法院在恋爱、婚姻关系人物之间产生的故意杀人案件审理时，进行死刑判罚持反对态度的背景下，一审、二审均宣判死刑。
  - 岳父灭门女婿一家三口案